# Nerf grand occipital
Le nerf grand occipital (ou grand nerf occipital d'Arnold) est un nerf de la région cervicale.

## Origine
Le nerf grand occipital est la branche postérieure du deuxième nerf cervical entre les deux premières vertèbres cervicales (l'atlas et l'axis). 

## Trajet
Le nerf grand occipital se dirige vers la partie moyenne du bord inférieur du muscle oblique inférieur de la tête, puis se dirige vers le haut.
Il devient sous cutané après avoir perforé la lame tendineuse du muscle trapèze au niveau de son insertion occipitale.
Il se distribue ensuite dans la partie postérieure du cuir chevelu jusqu'au vertex.
Il s'anatomose avec le troisième nerf occipital et avec le nerf suboccipital formant les anses du plexus nerveux cervical postérieur.

## Zone d'innervation
Le nerf grand occipital fournit l'innervation motrice des muscles de la partie cervicale postérieure : les muscles oblique inférieur de la tête, splénius de la tête, longissimus de la tête et semi-épineux de la tête. Il contribue également par quelques filets à l'innervation du muscle trapèze.
Il fournit l'innervation sensitive de la peau de la majeure partie de la portion postérieure du cuir chevelu.

## Aspect clinique
Le nerf grand occipital peut être le siège d'une névralgie : la névralgie d'Arnold. Il s'agit d'une douleur de type neuropathique, siégeant dans le territoire du nerf et déclenchée à la mobilisation du cou. Elle est le plus souvent aiguë. Cette pathologie est la plupart du temps idiopathique et bénigne, même si elle peut être à l'origine d'une gêne importante.